# آل هلال (عسير)
قرية آل هلال تقع جنوب المملكة العربية السعودية ويحدها شمالاً ريمان، وجنوبا جبل تهوا وشرقاً محافظة النماص وجنوياً محافظة المجاردة. وهي ذات ارتفاع متوسط بين محافظتي النماص والمجاردة وتتميز جبال هذه القرية بكثرة أشجار الضهيان والتي تتمير بغطاء كثيف من الأزهار يزيد من إنتاج النحل للعسل ويوجد في هذه القرية أكثر من 200 مزرعة قديمة ويوجد بها عين اثرية قديمة جداُ تسمى عين القلتين كان يردها الناس من القرى المجاورة عن انقطاع الأمطار، وقد حظيت هذه القرية بوصول خدمة الكهرباء وخدمة الإسفلت.